# Bersuder Lajos
Bersuder Lajos (Temesvár, 1825. – Temesvár, 1895. május 3.) műkedvelő történelmi és arcképfestő.

## Pályafutása
Vagyonos család sarjadékaként sokat áldozhatott a művészetekért. Ifjúkorában a bécsi műakadémia növendéke is volt és Ferdinand Georg Waldmüller tanár vezetése alatt igen szép haladást tanúsított. Hazakerülve Temesvárra, szabad idejét a festészetnek szentelte, a műkedvelőséget felülmúló tehetséggel. Művei közül nehányat a bécsi műtárlatokon ki is állított. Első kiállított műve: Keresztények üldözése a római katakombákban, melyet 1851-ben festett és a 20. század elején is a család birtokában volt. Ennél még nagyobb arányú egy másik történelmi festménye: Habsburgi Rudolf császárrá választása, melyet a Délmagyarországi Múzeumnak adott.